# Zajączek i mucha
Zajączek i mucha (ros. Зайчонок и муха) – radziecki krótkometrażowy film animowany z 1977 roku w reżyserii Walentina Karawajewa. Scenariusz napisał Aleksiej Batałow.

## Obsada (głosy)
- Margarita Korabielnikowa jako Zajączek
- Wiaczesław Niewinny jako Mucha
- Nina Gulajewa
- Gieorgij Wicyn

## Nagrody
- 1977: Nagroda Specjalna na Festiwalu Filmów dla Dzieci w Moskwie[3]